# Speelboerderij 't Kraayenest
Speelboerderij 't Kraayenest is een rijksmonument in het park achter Paleis Soestdijk aan de Amsterdamsestraatweg 5 in Baarn.
Het gebouwtje staat in de wei schuin achter het Wilhelminachaletje van prinses Wilhelmina. Het witgepleisterde voormalige speelhuis werd in 1833 gebouwd voor prinses Sophie, de dochter van koning Willem II en Anna Paulowna. Op de gedenksteen staat Den 1sten steen gelegd door H.K. Hoogheid W.M.S.L. 1833. Het huisje heeft een ver overstekend rieten schilddak met een keperlijst. Onder het overstekende dak staan aan de voorzijde vier houten schermen in Chinese patronen. 